# Kvinnliga medborgarskolan vid Fogelstad

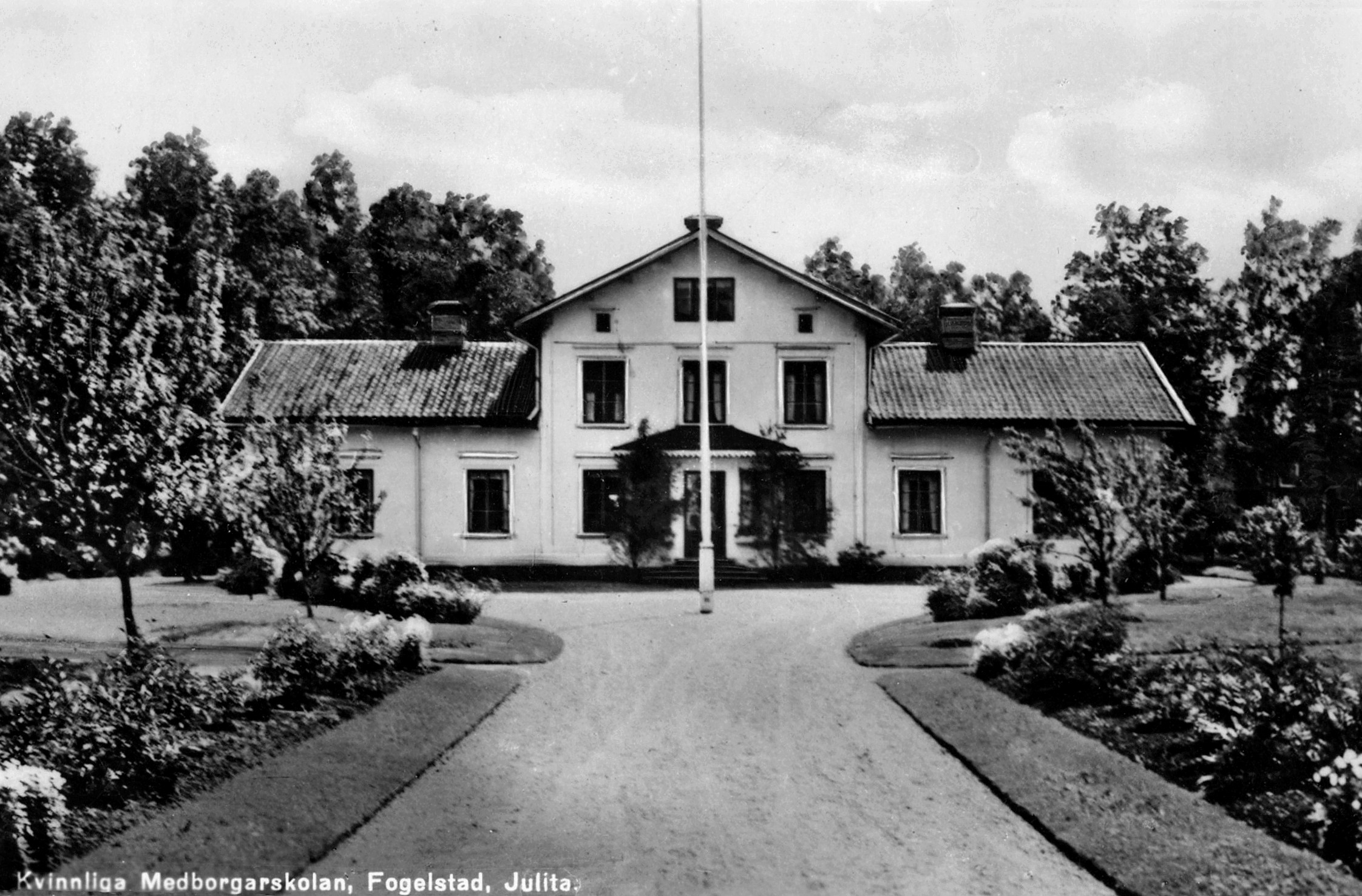
Skolbyggnaden vid Fogelsta.

Kvinnliga medborgarskolan vid Fogelstad var ett utbildningscentrum grundat av Fogelstadgruppen på godset Fogelstad 1921, det år svenska kvinnor fick rösträtt.

## Historik

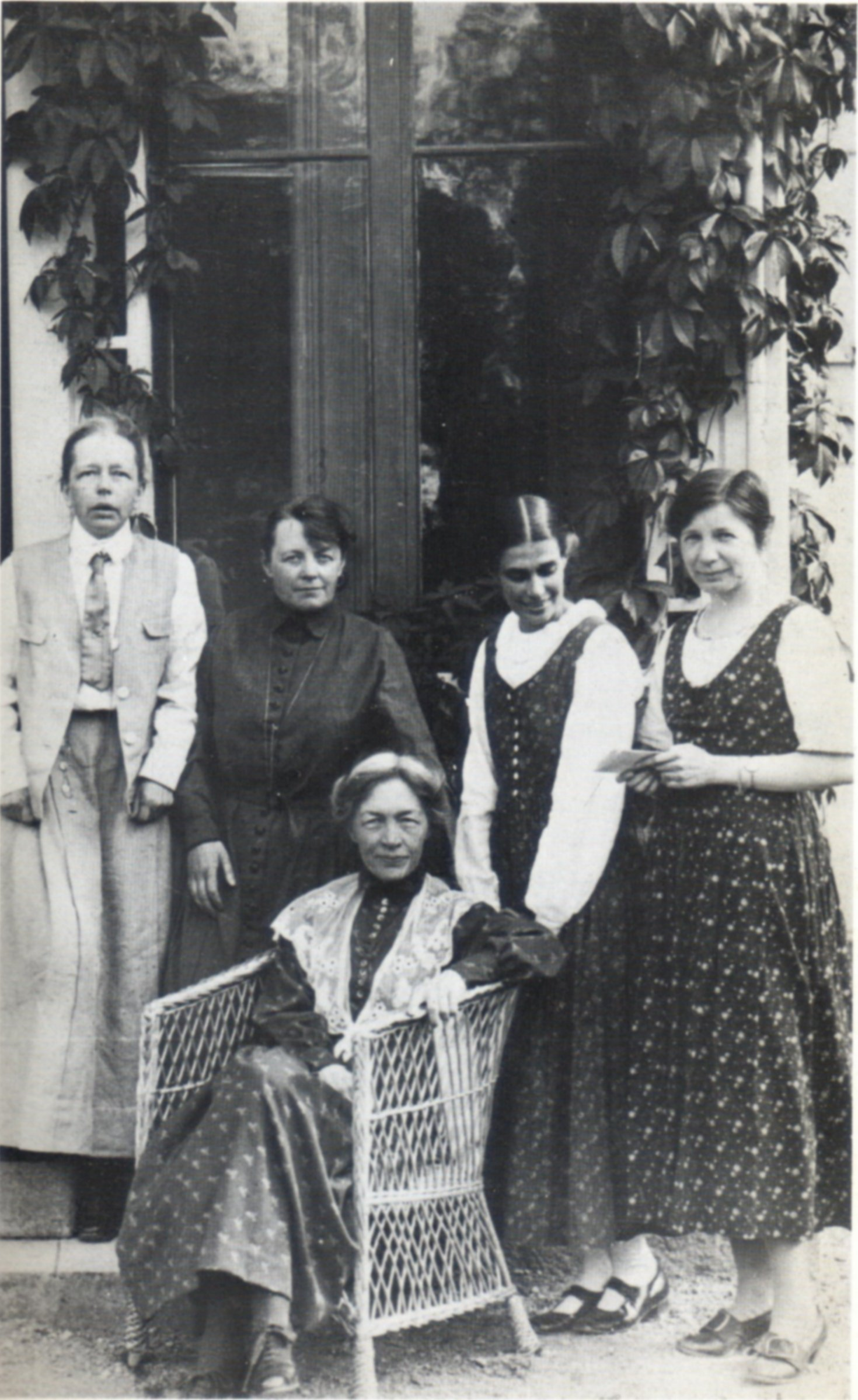
Fogelstadgruppen. Från vänster: Elisabeth Tamm, Ada Nilsson, Kerstin Hesselgren, Honorine Hermelin samt Elin Wägner.

I oktober 1921 bjöd ägaren till Fogelstad säteri, Elisabeth Tamm, in fyra andra frisinnade kvinnor tillika vänner; Kerstin Hesselgren, Ada Nilsson, Elin Wägner och Honorine Hermelin till sitt hem för att diskutera idén om ett bildningsprojekt för kvinnor. De fem var allihop medlemmar i Frisinnade kvinnors riksförbund, ett partipolitiskt, radikalt liberalt förbund som tidigare arbetat för kvinnors rösträtt. Förbundet gav även ut en veckotidning, Tidevarvet, för vilken Ada Nilsson var ansvarig utgivare, och i vilken flera av dem ofta skrev. Den främsta initiativtagaren till projektet var Elisabeth Tamm. Tamm hade vid sin första riksdagsdag år 1922 "erfarat en stor besvikelse" och kommit till resultatet att kvinnor måste komma med i samhällsarbetet. Det räckte inte med några enstaka – en stor förändring var tvungen att ske. Kvinnor saknade dock den upplysning som behövdes för detta; därav uppkom tanken på en kvinnlig medborgarskola, vilken skulle ge kvinnor "kunskap och tillfälle att besinna vad de vill[e] inom samhället". Förutom avsaknad av bildning led kvinnor även brist på det självförtroende som behövdes för att med sin fulla kraft kunna träda in i de manligt dominerade fält som exempelvis politiken utgjorde; först behövdes de fritt få utvecklas utan att behöva "bära skammen av att vilja något omöjligt". Enligt rektor Honorine Hermelin skulle skolan vara just en fristad, "ett lufthål i denna värld av isolering bakom skiljande murar – klassmurar, åsiktsmurar och partimurar så att om möjligt där skulle man kunna dra ett djupt fritt andetag endast och allenast i egenskap av människomedborgare”.
Skolan skulle inte vara reserverad för enbart kvinnor som hade det bättre ställt; skolans första prospekt lyder: “Skolan vill samla människor från olika arbetsfält och livsområden, från landsbygd och städer, till gemensamma studier och ömsesidigt utbyte. Den vill söka sambandet mellan hemmet och samhället, mellan den enskilde och det allmänna.” Utöver detta trodde och hoppades Fogelstadgruppen att samhället skulle förändrats till det bättre om kvinnorna fick vara med och påverka det. En kursdeltagare beskriver att det “fanns i atmosfären, särskilt på arenan – föreläsningssalen – något som vädjade till den kvinnliga människan att ta sitt ansvar för samhället”.

### Fogelstadgruppen
De fem ledande kvinnorna på Fogelstad kallades för Fogelstadgruppen, men även för “Konstellationen”, efter ordet för himlakropparnas olika ställning till varandra, men som också kan åsyfta en grupp människor som strävar efter ett gemensamt mål med anledning att resultatet av gruppens samverkan blir större än summan av de enskilda insatserna. Konstellationen bestod av Elisabeth Tamm; godsägare och politiker; Kerstin Hesselgren, yrkesinspektris och politiker (kallades även "Kerstin den första", då hon var den första kvinnan att bli invald i riksdagens första kammare); Ada Nilsson, läkare, rösträttskämpe och sexualupplysare; Elin Wägner; journalist och författare som i sina böcker skildrade Fogelstadgruppens idéer och personligheter, och Honorine Hermelin, som kom att bli "besjälad pedagog" och rektor på skolan. Skolans styrelse bestod av dessa fem, samt av Ebba Holgersson, som var lärare i medborgarkunskap. Hon och Hermelin, lärare i historia, var de som mest frekvent föreläste på skolan.

## Verksamhet
Skolan erbjöd vår-, sommar- och höstkurser samt så kallade allmänt orienterande kurser. Vårkursen var något längre och mer praktiskt inriktad, den innehöll till exempel hemskötsel och hemarbete. Sommar- och höstkurserna var kortare och mer avancerade och för dessa var minimiåldern högre. Undervisningens två huvudämnen var för alla kurser “Historia och medborgarskap” och “Praktisk själskunskap med etik och hygien”. Även svenska ingick, med syftet att välläsning och muntlig framställning skulle stärka kvinnans självförtroende. På schemat fanns också körsång och gymnastik.

Personal, tidigt 1900-tal.

Föreläsningar var essentiella i undervisningen, och bara under åren 1924–1934 hölls drygt tre hundra föreläsningar av ett sjuttiotal föreläsare. 
Gästföreläsare vid Kvinnliga medborgarskolan var bland annat Alf Ahlberg, Gerda Lundequist, Andrea Andreen, Harry Martinson, Elfrida Andrée, Moa Martinson, Natanael Beskow, Hagar Olsson, Elsa Björkman-Goldschmidt, Jeanna Oterdahl, Manda Björling, Fredrik Paasche, Elsa Brändström, Göta Rosén, Siri Derkert, Elsa Stenhammar, Emilia Fogelklou, Marika Stiernstedt, Vilhelm Grønbech, Herta Svensson, Ebba Holgersson, Signe Vessman, Aleksandra Kollontaj, Karolina Widerström och Mia Leche Löfgren.
Ämnena varierade, men ofta kretsade de kring “hygien” (vilket innefattade både samhällshygien och personlig hygien), allmänna rättsfrågor och lagstiftning, kvinnor och deras livsinsatser, jord- och skattefrågor, religion och psykologi eller personliga upplevelser.

### Rollspel i låtsaskommunen Komtemåtta
Både skrivande och talande var viktigt, och exempelvis kommunkunskap lärdes ut genom rollspel; i låtsaskommunen Komtemåtta (Kom te’ måtta). Alla kursdeltagare tilldelades här en varsin roll, som till exempel prosten Grolle eller pensionatägaren Angelika Rosenhane. Komtemåttas skapare Ebba Holgersson – lärare i medborgarskap – tog alltid rollen som förvaltare Erik Holgersson, och Hermelin Beate-Sophie Bergenstråle, excentrisk ägare av Boka gård. Komtemåtta låg i det fiktiva landskapet Söderbotten och var en typisk by, med kyrkan i mitten och kvarn, tegelbruk, sockenstuga och ålderdomshem runtom. 
Det var inte lite arbete som lades ned i Komtemåtta; den hade förutom en husmodersförening, en idrottsförening och en nykterhetsloge också tidningen Komtemåttakuriren och tidskriften Långsikt och Närsyn. Man höll val när Sverige hade riksdagsval, och med detta tillkom en ambitiös valrörelse, trots att kursdeltagarnas tilldelade karaktärers partipolitiska åsikter inte alls alltid speglade deras egna.
Komtemåtta skattades högt av många kursdeltagare, varav en, Ruth Gustafson, har berättat om hur hon, nervös inför sitt jungfrutal i andra kammaren, nöp sig i armen och sa till sig själv: “Kom ihåg att det inte är du som ska prata nu! Det är prosten i Kom’ te måtta.”

### Kursdeltagare

Medborgarskolan, Fogelstad. Längst upp till höger: Barbro Lyckow, lärare nederst, tredje fr. vänster: Lisa Johansson från kraftstation i Fogelstad. Troligen Hagar Ohlson till höger om Honorine Hermelin.

För inträde krävdes “att vara vid god hälsa och för vårkursen ha fyllt 20 år, för sommar- och höstkurserna 25 år”. 1935 gjordes alla kurserna lika långa och inträdeskraven för alla kurser ändrades till 20 år och god hälsa. Totalt gick cirka 2000 kvinnor från olika sociala grupper och olika geografiska områden på Fogelstad. Majoriteten kom från Stockholm med omnejd, från Södermanland och från Östergötland. Lärarinnor utgjorde den största delen av kursdeltagarna, därefter kom hemarbetande kvinnor och industriarbeterskor. För att kunna erbjuda platser även för de som inte hade ekonomiska medel att delta i en Fogelstadkurs kunde stipendium för en del av kursavgiften sökas. Pengarna i stipendiekassan donerades av fonder, organisationer och enskilda personer.
Författaren Moa Martinson, som gick vårkursen 1928, beskrev kvinnorna på Fogelstad i Tidevarvet: “[Här] samlas en liten skara kamrater – visserligen okända för varandra, men ändå kamrater. En är student – en fabriksarbeterska – arbetarhustru – arbetarmoder – skådespelerska – doktor etc. och allesammans lär vi av varandra. [...] Fogelstad skola har en uppgift att fylla som universiteten – att lära kvinnorna sluta upp med att vara världens vare sig lyxdjur eller lastdjur.”

## Ideologi
Det är svårt att knyta Fogelstadkvinnorna till en viss ideologi eller partipolitisk inriktning. För det första var Fogelstadkretsens gemensamma kultur muntlig och social snarare än skriftlig. Samtal, dialog och lyssnande prioriterades över att föra ned åsikter och konstateranden på papper, trots att gruppen bestod av flera författare. Förutom Elin Wägner var de heller inte feministiska teoretiker, utan aktivister, och kunde ändra sina åsikter under årens gång.
Kvinnliga Medborgarskolan var även partioberoende och det rådde till och med kritik mot den partipolitiska kulturen. Möjligtvis ansågs det extra passande för en kvinnlig skola att vara partioberoende; exempelvis menade Ebba Holgersson att: “kvinnor [ofta känner] ovilja mot att ansluta sig till ett parti. Detta kan bero på ovana men också vara en styrka." Bland andra Hermelin riktade kritik mot att partipolitiken medförde att många var mer respektfulla inför partierna än för själva frågorna. Hon framhåller i Tidevarvet att partidisciplin och solidaritet med parti och partiprogram begränsade människors möjlighet att följa sitt samvete vid politiska ställningstaganden. Moa Martinsson, som var elev på Fogelstad, vittnar 1928 i Tidevarvet om att saker som mänskligheten och orsaker till lidandet i världen var av intresse på skolan, och inte partier. Enligt Ada Nilsson skulle “skolans diskussion [...] vara fri, rättesnöret tolerans och villighet att förstå andra parters synpunkter”. 
På många punkter skilde sig de ledande Fogelstadkvinnornas åsikter från varandra – det var idén om medborgarskapet som enade dem. Skolans roll skulle inte vara att lära ut en viss ideologi, och därför fokuserade man på att grundligt orientera deltagarna i politiska och samhälleliga frågor, med historisk kontext. Deltagarna övades även på att tänka självständigt och uppmanades att göra egna ställningstaganden och val. Skolan skulle vara avsiktslös och därför inte ge eleverna färdiga svar utan frågor att diskutera. Kursledare såväl som kursdeltagare grälade sinsemellan och deras åsikter spretade åt olika håll. Diskussionerna kunde sluta både i enighet och oenighet. Samtidigt delade de centrala figurerna bakom Fogelstad många åsikter.

### Kvinnosaken
Både tidsmässigt som ideologiskt befann sig Fogelstadsgruppen mellan den första och den andra vågen av feminism i Sverige. Den första vågen är inspirerad av amerikanska och brittiska kvinnorättsorganisationer från 1850-talet och framåt, och målet är juridisk och politisk jämlikhet mellan könen, som kvinnlig rösträtt och kvinnors rätt till utbildning. I Sverige inleds den med att Föreningen för gift kvinnas äganderätt bildas 1873 och Fredrika Bremer-förbundet grundas 1884 – och slutpunkten anses vara att kvinnlig rösträtt införs 1921. Den andra vågen växer fram från 1960-talet och har sin kulmen under 1970-talet. Målet är ett jämlikhetskontrakt – som att sambeskattning avskaffas, daghem för alla barn, föräldraförsäkring och sexuell rättvisa. Fogelstadsgruppens kvinnosak handlade om att ta de rättigheter som den första vågen åstadkommit i bruk, samtidigt som den förespår den andra vågens krav på praktiska och sociala möjligheter till ett jämlikt liv. Medan dagens feminism skiljer mellan likhetsfeminism och särartsfeminism har Fogelstadsgruppens kvinnosak inslag av båda – likhet när det gäller rättigheter och möjligheter och särart eller olikhet när det gäller kvinnans roll i reproduktionen, närhet till naturen och det naturliga (i motsats till konstgjorda). Fogelstadskvinnorna var påverkade av Fredrika Bremers särartssyn med kristen grund. Bremer trodde att kvinnor inte skiljde sig från män när det gällde intelligens och duglighet, men däremot var bättre än män moraliskt sett. Med en liknande syn på kvinnornas högre moral ville Fogelstadgruppen ville få in kvinnor i politiken och det officiella samhällslivet, eftersom kvinnor enligt deras syn har en bättre social och moralisk kompentens.
Medlemmar i Fogelstadgruppens menade också att eftersom män utformat samhället fanns det inte plats för kvinnor, och den enskilda individen hade blivit bortglömd. I männens samhälle var det offentliga och det privata åtskilda, men med kvinnors inträde i det offentliga skulle skiljelinjen upphävas. Därmed skulle ny syn på vad som är politiskt viktigt skulle kunna etableras, och frågor om kvinnor, barn, skola, omsorg, fred och ekologi skulle bli lika relevanta som ekonomi, industri, förvaltning och försvar.
Synen på kvinnosaken skiljde sig dock åt mellan Fogelstadskvinnorna. Till exempel Siri Derkert var misstänksam mot argumenten för biologiska skillnader mellan män och kvinnor, och kritiserade redan på sin första kursdag hösten 1973 Ebba Holgersson för att hon "[gick] på Elin Wägner-bogen”.

### En tidig form av ekofeminism
1941 gav Elin Wägner ut debattboken Väckarklocka, där positiva kopplingar mellan kvinna och natur gav kraft åt civilisationskritiken. Boken är feministiskt agiterande samtidigt som den framför en bredare kritik mot den dåtida utvecklingsoptimismen, och med en term som skulle komma att användas från 1970-talet och framåt kan boken beskrivas som ekofeministisk. Wägner kritiserade den dominerande patriarkala världsbilden som innebär att några män har rätt att härska över andra män, kvinnor och icke-européer samt att även utnyttja naturen, vilket har lett till kolonisering, slaveri och två världskrig. Att betvinga naturen och att hålla kvinnor nere är alltså två sidor av samma mynt, och civilisationen på männens villkor är ett hot mot både naturen och mänskligheten. Boken består av tre delar, varav den första ifrågasätter den mansdominerande historieskrivningen i avsaknad av kvinnor och presenterar idén att det krigshetsande patriarkatet föregåtts av ett matriarkalt samhälle i samklang med naturen. Del två handlar om hur man kan mobilisera kvinnors politiska engagemang genom att visa hur instabilt och farligt patriarkatet är, och del tre påminner om den nutida miljörörelsen i sina tankar om luftens renhet, livsmedelsproduktion och konsumtion.
Också Elisabeth Tamm ansåg att utsugningen av jorden var att jämföra eller likställa med utsugningen av människan. Hon var kritisk mot konstgödsel, bedrev ekologiskt jordbruk och anställde bara kvinnliga ladugårdsmän och nästan bara kvinnliga drängar.

### Fredstanken
Fogelstadkvinnorna delade uppfattningen om att fred på jorden var viktigt. Hur detta skulle ske var de dock mer oense om. Vissa förespråkade en något mildare linje med exempelvis organisationer som Nationernas förbund, där Kerstin Hesselgren arbetade, medan Elin Wägner, Elisabeth Tamm och Elin Wägner var mer bland de mer radikalpacifistiska. Medborgarskolan startades i efterskedet av första världskriget. Fredsfrågan var därför aktuell och fortsätta att vara det under hela skolans verksamma tid. Det fanns bland många en föreställning om att kvinnorna hade ett särskilt ansvar för just detta, då de antogs besitta ett särskilt fredligt väsen; ett särartsargument som kan ha varit tagit från Fredrika Bremer. Kvinnan var ju vårdaren av livet och livets upphov och skulle då ha de största rättigheterna och/eller skyldigheterna att vårda och fostra. Att arbeta för att få fred i världen borde därför en kvinna känna som sin uppgift, ansåg man. Vidare tycktes människorna ha blivit för passiva, därför gällde det att vara mer aktiv. Politiken räknade för mycket med partier och organisationer istället för individer, vilket gjorde det svårt för den enskilda människan att göra någon skillnad. Förutom diskussioner och föreläsningar om vikten av fred tog Fogelstadkvinnorna även mycket initiativ. Den 3 augusti 1935 publicerade Tidevarvet, utgiven av Fogelstadkvinnorna, en protest mot upprustning och uppbyggnaden av ett civilförsvar under rubriken "Kvinnornas vapenlösa uppror". Bland annat uppmanades kvinnor att vid ett potentiellt anfall avstå från att använda skyddsrum och gasmask, för att männen då skulle inse sitt ansvar, lägga ner sina vapen och gå till förhandlingbordet. Tidevarvet tryckte även listor med namn på över 300 kandidater. På varje lista fanns även en röstsedel. Dessa skickades ut i över 80 000 exemplar i hela Sverige.
Flera av Fogelstadkvinnorna var oroade över Sveriges regerings försiktiga hållning mot Tyskland innan och under andra världskriget. Tamm uttrycker detta: "Och skam blir den förblivande domen över vår tids svenskar." Under andra världskriget var Fogelstadkvinnorna engagerade i norska och tjeckovakiska flyktingar, och erbjöd många boende på Fogelstad. Efter att den första atombomben släpptes fanns det en rädsla för yttersta tekniska utvecklingar, som spelade in i Fogelstadskvinnornas ekofeministiska tankesätt. Ebba Holgersson sa 1945 om detta: "Mot atombomben har vi endast att ställa upp den fria, ansvarskännande människan.”

### Folkhälsan, sexualdriften och befolkningsfrågan
I Fogelstadskvinnornas samhällsengagemang ingick visioner för en bättre folkhälsa och den för tiden avgörande befolkningsfrågan. Mest engagerad var doktor Ada Nilsson, vars ”Folkhälseprogram” förespråkade en medveten befolkningspolitik som grunden för allt samhällsarbete. I programmet ingick rutiner för grundläggande hygien i syfte att förebygga sjukdomar, polikliniker för blivande mödrar, vägledningsbyråer och en målmedveten sexualundervisning för all ungdom för att motverka ”samhällsfarlig sexualitet”, ofrivilliga graviditeter och könssjukdomar. Ada Nilsson ville ta bort tabun och hemlighetsmakeri kring sexualiteten, men var inte sexualliberal utan snarare sexualmoraliserande. Hon förespråkade ”den varaktiga förbindelsen, äktenskapet, grundat på kärlek, förpliktande till trohet” och ansåg att ungdomar bör vänta med sexuella förbindelser, alternativt leva i monogama förhållanden, och att polygami och promiskuitet skulle motverkas. Om sexualdriften alltid tillfredsställdes skulle ingen kulturutveckling vara möjlig, menade Ada Nilsson. Preventivmedel eller rätten till fri abort var ännu inte några feministiska krav, utan minskat barnafödande och därmed bättre folkhälsa skulle åstadkommas med upplysning och avhållsamhet. För att minska spädbarns- och mödradödlighet krävde Ada Nilsson statsunderstödda förlossningshem med bostad för barnmorska och läkare över hela landet, och i städerna skulle det finnas förlossningsavdelningar på lasarett för förlossningar med risk för komplikation. Barnaföderskor skulle ha rätt till hemhjälp och moderskapsförsäkring och för barnen skulle det finnas barnavårdscentraler, barnkrubbor, barnträdgård och skolläkarvård. Skolsystemet skulle förändras och barn födda i och utanför äktenskapet skulle få samma rättigheter. I ”Folkhälseprogrammet” fanns också tankar om rashygien, sterilisering, lösdriveri och vanart.

## Fogelstadförbundet
Fogelstadförbundet grundades 1925 och var en sammanslutning av kvinnor som hade gått kurser på Kvinnliga medborgarskolan vid Fogelstad. Från 1944 gav det ut en tidning med samma namn. Förbundet fungerade som ett socialt nätverk även efter att kurserna hade upphört 1954. Sommaren 1981 hölls det sista årsmötet där förbundet upplöstes. De gamla medlemmarna träffas fortfarande ibland.
Fogelstadförbundets tecken var en liten blå stiliserad delfin av emalj.
| ”                                                                       | Att arbeta för ett bättre samhälle kan liknas vid att ute på havet kasta sig i en våg så väldig, att den skulle dränka den som försökte simmande ta sig i land, om inte en vänlig delfin kom till hjälp och tog den drunknande på sin rygg | „ |
| – Honorine Hermelin, rektor vid Kvinnliga medborgarskolan vid Fogelstad | |   |